# New Energy Tour
O New Energy Tour, em seus inícios chamada World Ports Classic, é uma corrida de ciclismo profissional de um dia, que anteriormente era por etapas, registada nos Países Baixos ou Bélgica. Até 2015 fazia o percurso de Roterdão-Antuérpia (Bélgica)-Roterdão em duas etapas planas, no final do mês de agosto ou princípios de setembro.

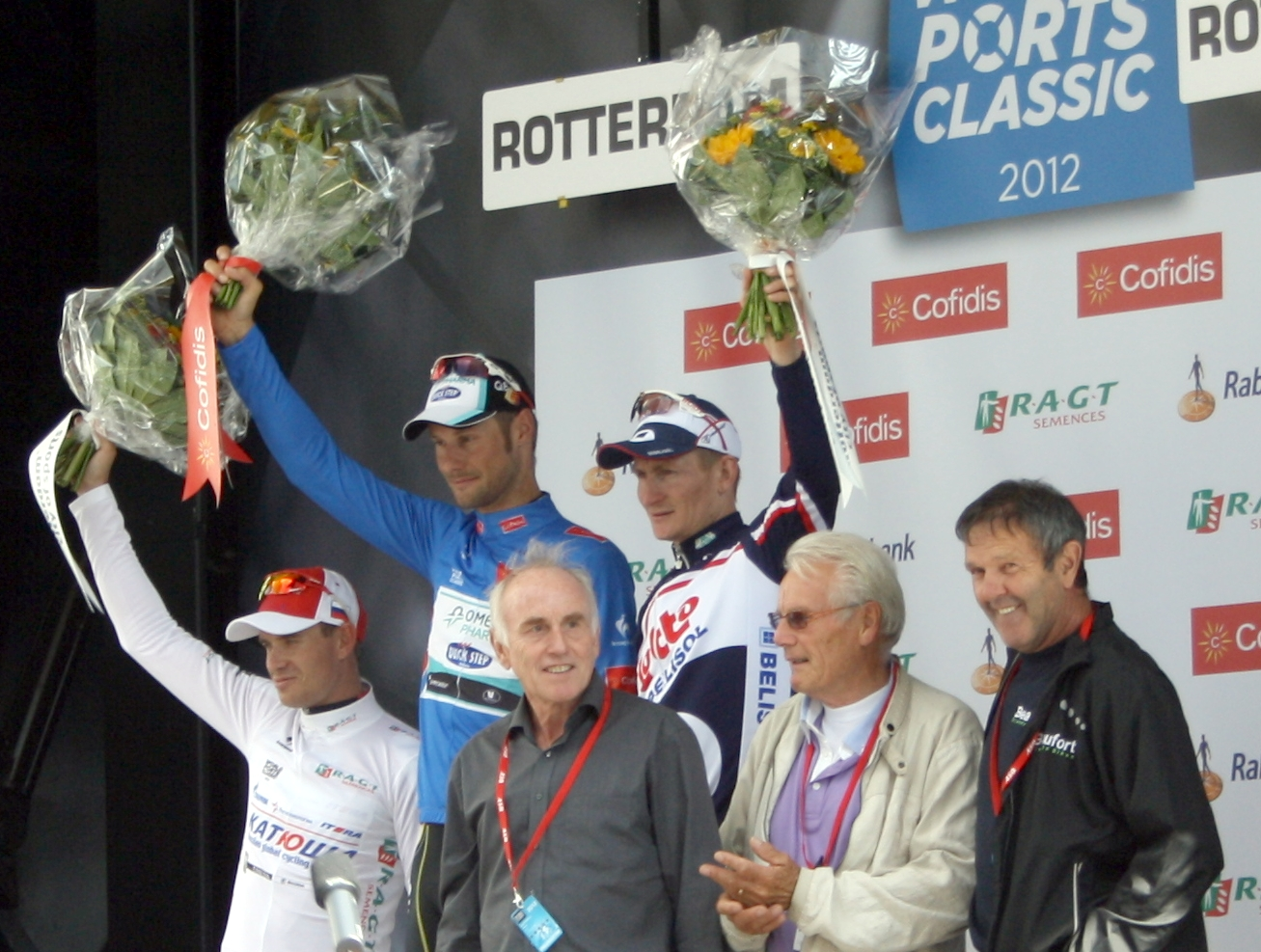
Pódium da edição 2012

Teve a sua origem na saída do Tour de France de 2010 na que depois do sucesso coseguido nas etapas neerlandesas e belgas os organizadores do Tour de France, ASO, estudaram criar uma carreira própria pelas principais cidades desses países. Finalmente dito projecto viu a luz no ano 2012 com uma carreira de dois dias entre o 31 de agosto e o 1 de setembro com saída e chegada nos principais portos desses países: Roterdão e Antuérpia; fazendo parte do UCI Europe Tour, dentro da categoria 2.1.Com a mudança de nome em 2017 alterou para a categoria 1.1.

## Palmarés
| Ano                 | Ganhador        | Segundo           | Terceiro           |
| World Ports Classic |                 |                   |                    |
| ------------------- | --------------- | ----------------- | ------------------ |
| 2012                | Tom Boonen      | André Greipel     | Alexander Kristoff |
| 2013                | Nikolas Maes    | Jonathan Cantwell | Reinier Honig      |
| 2014                | Theo Bos        | Ramon Sinkeldam   | Alexander Porsev   |
| 2015                | Kris Boeckmans  | Danilo Napolitano | Yauheni Hutarovich |
| 2016                | Não se disputou | Não se disputou   | Não se disputou    |
| New Energy Tour     |                 |                   |                    |
| 2017                | Cancelada       | Cancelada         | Cancelada          |

## Palmarés por países
| País          | Vitórias |
| ------------- | -------- |
| Bélgica       | 3        |
| Países Baixos | 1        |